# Welser Tibor
Welser Tibor (?–?) kétszeres magyar bajnok labdarúgó, kapus.

## Pályafutása
1919 és 1921 között az MTK-ban szerepelt. A sorozatban tíz bajnoki címet nyerő csapat tagja volt, de nem tartozott a meghatározó játékosok közé, így csak két bajnoki cím megszerzésben volt része.

## Sikerei, díjai
- Magyar bajnokság
  - bajnok: 1919–20, 1920–21